# Youtab
Youtab (persa: يوتاب), també coneguda com Youtab Aryobarzan o Ario Barzan (que significa exaltació dels aris en persa antic, morta l'any 330 a. C.) va ser una noble guerrera persa que va viure en el segle IV a. C). Va lluitar al costat del seu germà Ariobarzanes en l'última resistència de l'Imperi aquemènida contra les forces hel·lèniques d'Alexandre el Gran.

## La batalla de la Portes Perses

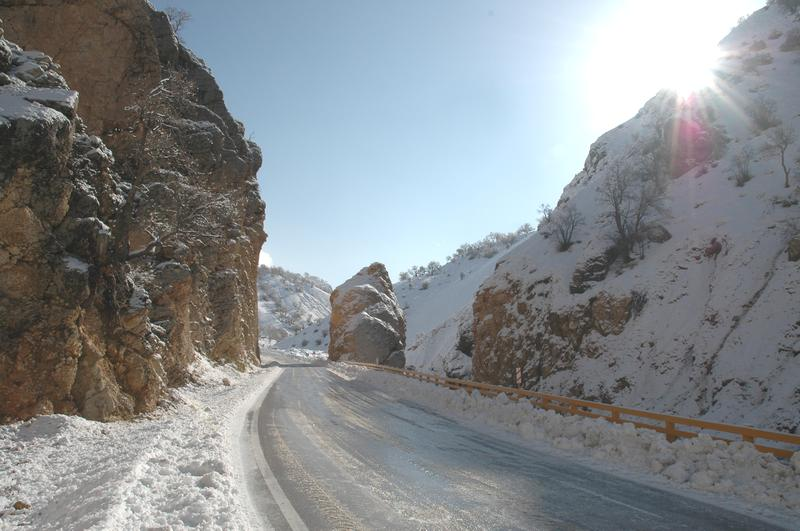
Fotografia actual de les Portes Perses

Youtab era germana de Ariobarzanes, el qual, en aquella època, era sàtrapa de Persis a les ordes de Darios III. En el 330 a. C., després de ser derrotat per Alexandre el gran a Issos i Gaugamela, Darios es trobava reunint un altre exèrcit en Ecbatana, i va encarregar a Ariobarzanes impedir que els hel·lènics arribessin a Persèpolis fins que les seves forces estiguessin llestes. El resultat va ser la batalla de les Portes Perses, en la qual van combatre tant Ariobarzanes com Youtab.
La posició defensiva seleccionada per Ariobarzanes es trobava al pas de muntanya més curt, i tenia per nom les Portes Perses, on destaca el Tang-e Ḵāṣ, una gorja estreta flanquejada per crestes paral·leles que uneix el Dašt-e Bayżā amb una petita vall a setze quilòmetres del riu Šūl a l'Ardakān oriental. Allà, protegits pel terreny, els 700 efectius perses es van enfrontar als 10.000 infants macedonis, com un segle i mig abans havia passat a la batalla de les Termòpiles.
Els perses van aguantar l'embranzida dels macedonis, mantenint la posició i infligint tantes baixes que frenaren l'avenç enemic durant un mes, però, també com a les Termòpiles, Alexandre va aconseguir envoltar les seves defenses gràcies a l'ajuda d'un guia local, caient sobre l'enemic per sorpresa. Davant aquest fet, l'exèrcit del sàtrapa va triar morir combatent abans que retirar-se. Tant Youtab com el seu germà van caure en aquest darrer combat.

## Llegat
Les seves gestes la convertiren en una llegenda en la seva època, reforçant una tradició de dones guerreres que seguirien les dinasties sassànides posteriors. Quan es produí la invasió dels àrabs (651 d. C.), les forces de l'emperador Yadgar III foren liderades per la guerrera llegendària Apranik. Tot i que Pèrsia resultà perdedora, altres guerreres com Negan o Banu continuarien liderant el moviment de resistència.